# Liste des espèces d'amphibiens inscrites à l'Annexe II de la CITES
La liste suivante recense les espèces vulnérables d'amphibiens inscrites à l'Annexe II de la CITES.
Sauf mention contraire, l'inscription à l'Annexe d'une espèce inclut l'ensemble de ses sous-espèces et de ses populations.

## Liste[1]
- Famille des Aromobatidae :
  - Allobates femoralis
  - Allobates hodli
  - Allobates myersi
  - Allobates zaparo
  - Anomaloglossus rufulus

- Famille des Dendrobatidae :
  - Adelphobates spp.
  - Ameerega spp.
  - Andinobates spp.
  - Dendrobates spp.
  - Epipedobates spp.
  - Excidobates spp.
  - Hyloxalus azureiventris
  - Minyobates spp.
  - Oophaga spp.
  - Phyllobates spp.
  - Ranitomeya spp.

- Famille des Dicroglossidae :
  - Euphlyctis hexadactylus
  - Hoplobatrachus tigerinus

- Famille des Hylidae :
  - Agalychnis spp.

- Famille des Mantellidae :
  - Mantella spp.

- Famille des Microhylidae :
  - Dyscophus antongilii
  - Dyscophus guineti
  - Dyscophus insularis
  - Scaphiophryne boribory
  - Scaphiophryne gottlebei
  - Scaphiophryne marmorata
  - Scaphiophryne spinosa

- Famille des Myobatrachidae :
  - Rheobatrachus spp. (sauf Rheobatrachus silus et Rheobatrachus vitellinus qui ne sont pas inclus dans les Annexes)

- Famille des Ambystomatidae :
  - Ambystoma dumerilii
  - Ambystoma mexicanum

- Famille des Ambystomatidae :
  - Echinotriton chinhaiensis
  - Echinotriton maxiquadratus
  - Paramesotriton spp.
  - Tylototriton spp.